# Revue des Deux Mondes

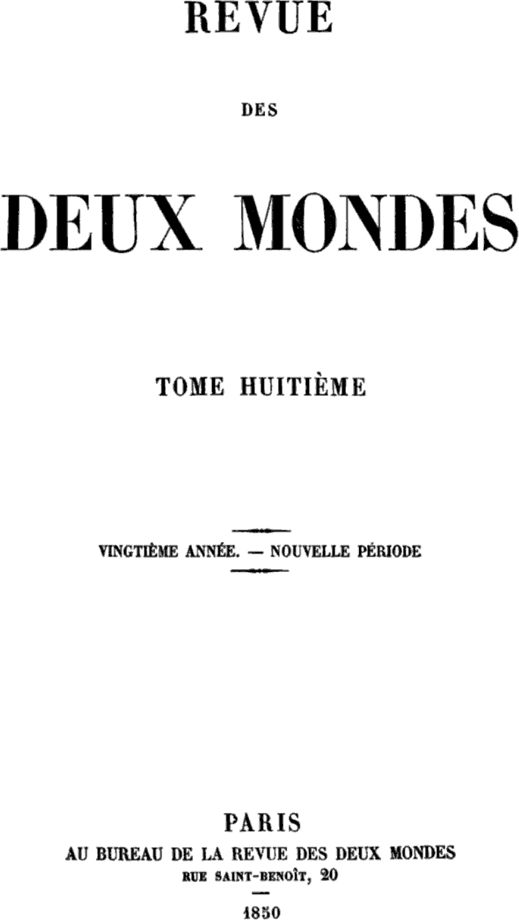
Ревю де Де Монд

Ревю де Де Монд (фр. Revue des Deux Mondes фр.: [ʁəvy de dø mɔ̃d], в перекладі «Огляд двох світів» або «Огляд Старого й Нового світу») — двотижневий французький журнал ліберального спрямування. Видавався у Парижі з 1829 по 1944 , далі з 1945 під різними назвами і до сьогодні.

## Історія
Перший номер журналу вийшов 1 серпня 1829 року. Засновники: Сегюр, Дюпейрон і Моруа. Через брак коштів вони не могли довести своє починання навіть до кінця першого року. У 1831 р. Франсуа Бюлоз, колишній пастух, набув право на видання цього журналу і так зміцнив його успіх, що під кінець життя воно давало йому не менше 365 000 франків щорічного прибутку. Журнал скоро завоював собі солідну репутацію і завдяки співпраці багатьох академіків став вважатися голосом академії. Концепція видання полягала у встановленні культурного, економічного і політичного мосту між Америкою і Європою. Часопис почав виходити як літературно-мистецький, але згодом дедалі більше місце приділяв питанням філософії та політики.
У журналі в різний час співпрацювали найвизначніші письменники та вчені: Віктор Гюго , Жорж Санд , Оноре де Бальзак, Александр Дюма , Альфред де Віньї , Шарль Сент-Бев , Генріх Гейне, Шарль Бодлер, Іполіт Тен, Жуль Ренан, Франсуа Моріак, Шарль де Мазад та ін. У XIX столітті і в першій половині XX століття «Revue des deux Mondes» — найкращий і найпоширеніший з французьких літературних журналів.
У 1945 році часопис змінив назву на Ревю літератури, історії, мистецтв і науки Двох Світів (фр. La Revue, littérature, histoire, arts et sciences des Deux Mondes).
У 1956 році журнал об'єднався з щомісячником «Люди й світи» (фр. Hommes et mondes). З 1969 року також став виходити щомісяця. З 1972 року виходить під назвою Щомісячний журнал Двох Світів (фр. Revue mensuelle des Deux Mondes).
У 1982 році журнал повернув собі первісну назву. Сьогодні часопис має бл. 5000 абонентів й загальний наклад 8000 примірників. З 14 травня 2008 року журнал заснував премію «Прі д'Есе» (10 000 євро) за найкраще есе року.

## Редактори
Редактори:
- 1831—1877 — Франсуа Бюлоз, 1877—1893 — Шарль Бюлоз, син Франсуа Бюлоза,
- 1893—1906 — відомий критик, академік Французької академії Фердинанд Брюнетьєр, був співробітником журналу з 1874, а з 1890 — секретар редакції,
- 1907—1915 — академік Франсіс Шарм,
- 1916—1937 — академік Рене Думік,
- 1937—1955 — академік Андре Шомьє,
- 1955—1966 — академік Клод-Жозеф Гіньу,
- 1966—1971 — Жан Віньо,
- 1971 — Жан Жодель,
- 1989—1991 — Жан Мішель Плас,
- 1991—1995 — Жан Боторель, 1991—1995
- 1995—1999 — Брюно де Сессоль
- 1999—2002 — Наталі де Бодрі д'Ассон
- 2002 й до сьогодні: Мішель Крепю — головний редактор.